# あのうた
『あのうた』は、日本のシンガーであるromiの1作目のアルバム。2008年7月16日にスロウボールレコーズから発売された。

## 概要
- 1970年代&1980年代のアニメソングをボサノヴァを中心としたアレンジでカバーしたコンピレーションCD。
- サウンドプロデュースは西村麻聡（FENCE OF DEFENSE）。他にA-bee、木之下慶行、AirBelugaがアレンジャーとして参加している。
- 2008年に始動したスロウボールレコーズの第1弾アルバムである。

## 収録曲
1. 銀河鉄道999（銀河鉄道999）
2. 悲しみよこんにちは（めぞん一刻）
3. やつらの足音のバラード（はじめ人間ギャートルズ）
4. 君をのせて（天空の城ラピュタ）
5. はじめてのチュウ（キテレツ大百科）
6. ロマンティックあげるよ（ドラゴンボール）
7. 裸足のフローネ（家族ロビンソン漂流記 ふしぎな島のフローネ）
8. 恋の呪文はスキトキメキトキス（さすがの猿飛）
9. 真赤なスカーフ（宇宙戦艦ヤマト）